# Queckhain
Queckhain ist ein Ortsteil der Stadt Leisnig im Landkreis Mittelsachsen. 1946 hatte der Ort 105 Einwohner. Am 1. Januar 1952 wurde er nach Minkwitz eingemeindet, seit 1992 gehört er zu Leisnig.

## Geschichte
Queckhain entstand im 12. Jahrhundert im Zuge des Landesausbaus im Pleißenland. Es unterstand den Burggrafen von Leisnig. 
1378 hatte Queghayn jährlich fünf Scheffel Korn und dasselbe in Hafer an das castrum Leisnig zu liefern. 1548 nennt das Amtserbbuch von Leisnig zu Queckhain „5 besessene Mann, darunter zwei Gärtner, die sind alle dem Pfarrer zu Gersdorf lehen- und zinsbar.“ mit 2,5 Hufen. Das Obergericht gehörte ins Amt Leisnig, das Erbgericht dem Pfarrer von Gersdorf. 
Der Ort war stets nach Gersdorf gepfarrt.